# Släthårig foxterrier
För andra betydelser, se Foxterrier.
Släthårig foxterrier är en hundras från Storbritannien. Den är en liten men högbent och kvadratiskt byggd terrier och grythund. Fox i foxterrier betyder räv, och terrier kommer från det latinska ordet terras som betyder jord. 

## Historia
Foxterriern har sitt ursprung i Old English White Terrier och Black and Tan Terrier. Man tror att både vinthund och beagle kan ha korsats in. Innan förädlingen påminde den om dagens parson russell terrier. Den äldsta avbildningen av en släthårig foxterrier av den moderna, eleganta utställningstypen är från 1890. 1876 skiljdes släthårig och strävhårig foxterrier åt i stamboken och rasstandarder skrevs av den rasklubb som startats året innan.
Första gången en foxterrier visades på hundutställning var 1862 i Birmingham. Redan året därpå hade släthårig foxterrier egna klasser och från 1868 blev de allt populärare som utställnings- och sällskapshundar. Fram till mellankrigstiden var den släthåriga foxterriern en av världens populäraste hundraser och ända till 1960-talet var släthårsfoxen den vanligaste terrierrasen då den också fanns med på topp 20 i Sverige. Den släthåriga foxterriern är en av de terrier som funnits längst i Sverige. Rasen kom hit från ursprungslandet England redan i slutet på 1800-talet.

## Egenskaper
Ursprungligen användes den som s.k. sprängare vid rävjakt med uppgift att jaga ut rävar som gått i gryt. Släthårig foxterrier är en intelligent hund som är aktiv och livlig och tillgiven mot sin familj. Den är idag vanlig som sällskapshund. Ungefär hälften av dagens släthåriga foxterrier används som grythundar.[källa behövs] Rasen går ofta bra ihop med andra hundar och kan fungera utmärkt med barn.

## Utseende
Mankhöjden  får inte överstiga 39 cm på hanar, tikar ska vara något mindre och vikten ligger mellan 7 och 8 kilo. Enligt standarden ska vit färg överväga, i övrigt spelar teckningen ingen roll. Vit och svart, vit och brun (röd) och helt vit är de färger som förekommer. Att vitt skall överväga, beror på att man lättare skall kunna skilja den från räven under jakt.
Släthårsfoxen behöver minimal pälsskötsel. Rasen fäller ca två gånger om året, men borstar man då sin hund så märks det mindre.

## Hälsa
Sjukdomar förekommer sporadiskt, till exempel knäledsfel (patellaluxation), vissa hjärtfel, men detta är inte stora rasproblem. Släthårsfoxen är en ras som enligt rasklubben kan bli gammal. Hundar har blivit över 14 år gamla, och har då varit friska med enbart smärre åkommor som till exempel nedsatt hörsel.